# Класическа физика
Класическа физика означава научните теории във физиката, предшестващи по-съвременните, по-пълни и по-широко приложими теории, предмет на модерната физика.

## Обзор
Понятието „класическа теория“ има поне две различни трактовки във физиката. В контекста на квантовата механика класическата теория се отнася до физическите теории, които не използват парадигмата за квантуване, сред които са класическата механика и теорията на относителността. Аналогично, класическите теории на полето като общата теория на относителността и класическият електромагнетизъм са онези, които не използват квантова механика. В контекста на общата и специалната теория на относителността класически теории са онези, които се подчиняват на принципа на относителност на Галилей.
Сред разделите на физиката, включени в класическата физика, са:
- Класическа механика
  - Закони на Нютон
  - Класически Лагранжов и Хамилтонов формализми
- Класическа електродинамика (Уравнения на Максуел)
- Класическа термодинамика
- Специална и обща теория на относителността
- Класическа теория на хаоса и нелинейна динамика

## Сравнение с модерната физика
За разлика от класическата физика, модерната физика е малко по-общ термин, който може да се отнася или само до квантовата физика, или по-общо до постиженията на физиката от 20 и 21 век. Модерната физика включва квантовата теория и теорията на относителността, където е приложимо.
Една физическа система може да бъде описана от класическата физика, когато в нея са валидни класическите закони. На практика всички физически обекти с макроскопична големина, т.е. надвишаваща размерите на атомите и молекулите и достигаща до астрономически размери, могат да бъдат описани от класическата физика. С преминаване на границите на атома надолу обаче законите на класическата физика не успяват да опишат правилно явленията. Електромагнитните полета и сили се описват добре от класическата електродинамика при размери и сила на полето, при които квантовите ефекти са пренебрежимо малки. За разлика от квантовата физика, класическата физика се характеризира най-общо с валидност на принципа за научен детерминизъм, макар че съществуват детерминистични интерпретации а на квантовата механика.
Ако разглеждаме класическата физика като нерелативистка физика, то предсказанията на релативистката физика (специалната и общата теория на относителността) значително се отличават от тези на класическите теории, особено що се отнася до течението на времето, геометрията на пространството, движението на телата при свободно падане и разпространението на светлината. Исторически поведението на светлината е съгласувано с класическата механика като се е предполагало съществуването на стационарна преносна среда за нейното разпространение – етер, чието съществуване по-късно е опровергано с опита на Майкелсън-Морли.
В математическо отношение уравненията на класическата физика са тези, в които не фигурира константата на Планк. Според принципа за съответствие и теоремата на Еренфест, изведени в квантовата механика, с увеличаване на размерите или масата на системата започват да важат законите на класическата механика с някои изключения (например свръхфлуидност). Затова обикновено квантовомеханичните явления могат да се пренебрегнат в ежедневните дейности и е достатъчно класическото описание. Въпреки това една от най-бързо развиващи се области на научни изследвания във физиката е т.нар. декохерентност – процес на нарушаване на кохерентността на квантово механична система при взаимодействието ѝ с околната среда.

## Компютърно моделиране и изчисления на ръка
Докато създателите на уравненията на класическата физика са имали на разположение за решаването им само изчисления на ръка, то съвременните компютри са в състояние да извършват милиони аритметични операции за кратко време и да решават сложни задачи и диференциални уравнения, включително и чрез методи на математическо моделиране. Физическата картината на света не би била ясна без отчитане на квантовата и релативистката теории, а за решаване на техните уравнения методът на моделиране с помощта на компютри няма алтернатива. При този метод е възможно да се въведе подходящ критерий за избор коя теория да се използва – класическата или модерната – когато се описва поведението на обекта. Учените могат да приложат класически модел като първо приближение, а за по-точен резултат да го пренебрегнат и да продължат изчисленията с отчитане на съответните ефекти. Например при ниска енергия е приложима квантовата теория, а при висока енергия – теорията на относителността